# Most Stacha
Most Stacha (zwany też „Mostem Mocarza”) – kamienna budowla znajdująca się w Znamirowicach, w województwie małopolskim, nad Jeziorem Rożnowskim. Most został wzniesiony z piaskowca typu „Siwiec” w latach 1968–1971 własnoręcznie przez miejscowego gospodarza Jana Stacha nad głębokim jarem, który uniemożliwiał dojazd do gospodarstwa. Wysokość budowli wynosi 13 m, długość 20 m, a szerokość 7,5 m. Kamienne ściany po obu stronach mostu są poprowadzone na linii łuku, zapewniając konstrukcji odpowiednią sztywność i wytrzymałość. Niewielki potok płynący w dnie jaru, przepływa pod mostem poprzez tunel o wysokości 3 m i szerokości 2 m, sklepiony kolebkowo.
Powodem, dla którego Jan Stach (8 marca 1918 – 25 grudnia 2011) samodzielnie wzniósł tę imponującą budowlę był brak drogi dojazdowej do jego gospodarstwa, znajdującego się w przysiółku Zapaść. Jedyny możliwy dojazd odbywał się przez drogę sąsiada, ten jednak zabronił Stachowi z niej korzystać. W związku z tym gospodarz wybudował własną drogę o długości 500 m i skonstruował kamienny most nad jarem. Niezwykła determinacja Jana Stacha, która doprowadziła do powstania tej budowli, była szeroko opisywana i spowodowała, że most stał się znaną miejscową atrakcją, często odwiedzaną przez turystów.
W 1971 roku Jerzy Jaraczewski nakręcił o Janie Stachu i budowanym przez niego moście film pod tytułem Wznoszę pomnik.
W 2013 roku ukazała się książka Jacka Turka Jan Stach – twórca największego kamiennego mostu: historia prawdziwa.
Budowniczego mostu upamiętnia tablica pamiątkowa.
Most leży w pobliżu znakowanego  szlaku turystycznego Tarnów – Wielki Rogacz. Dostęp do mostu utrudniają zakazy wstępu postawione przez obecnych właścicieli nieruchomości.